# جیمز پکر
جیمز پکر (انگلیسی: James Packer؛ زادهٔ ۸ سپتامبر ۱۹۶۷) کارآفرین و سرمایه‌دار اهل استرالیا است. وی در سال ۲۰۰۷ شرکت کرون ریزورتس را تأسیس کرد.